# Abblendlicht

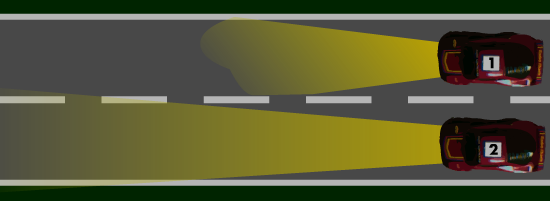
Fahrzeug 1 fährt mit asymmetrischem Abblendlicht, Fahrzeug 2 mit Fernlicht.

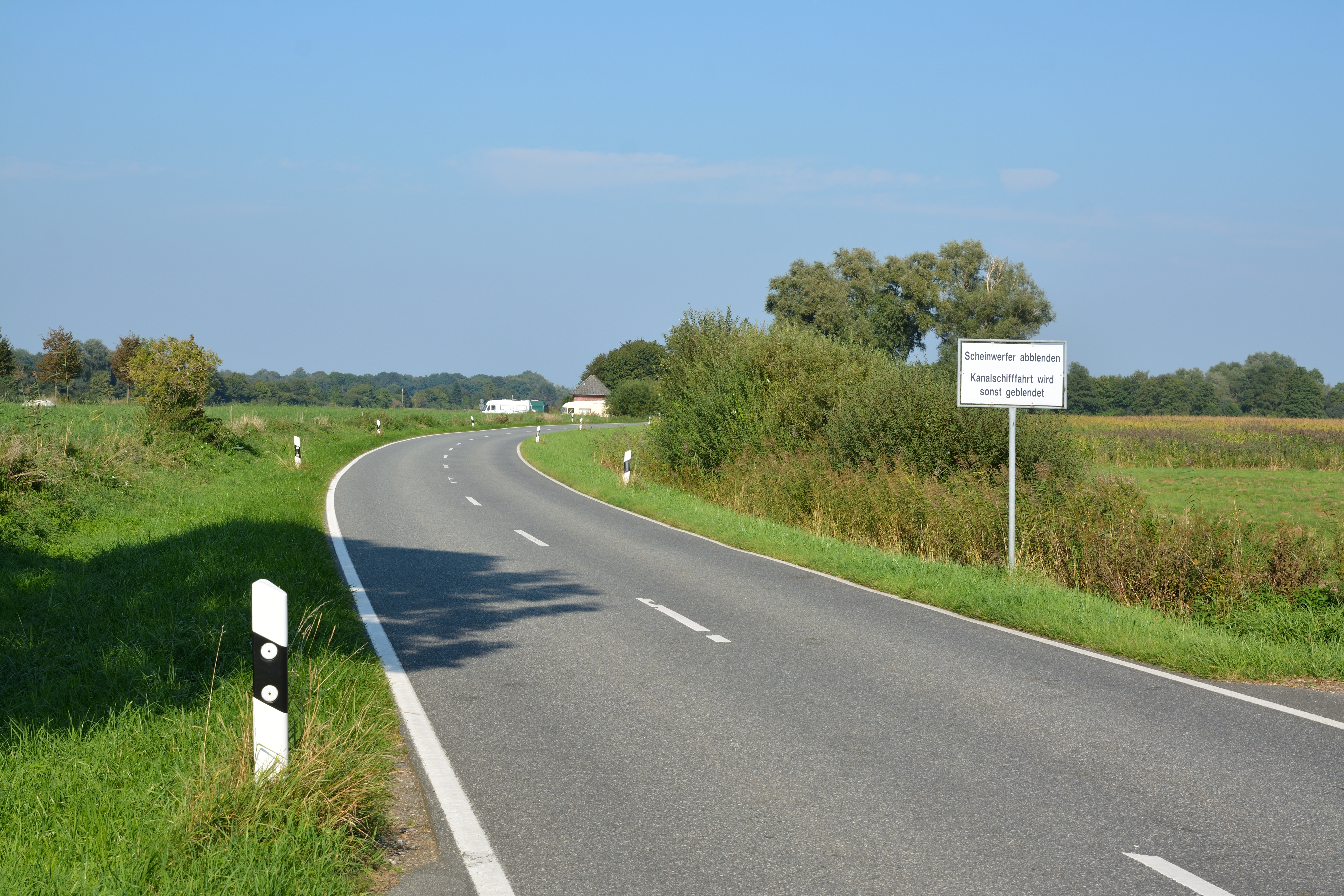
Bitte um Benutzung des Abblendlichtes an einer Parallelstraße zum Nord-Ostsee-Kanal

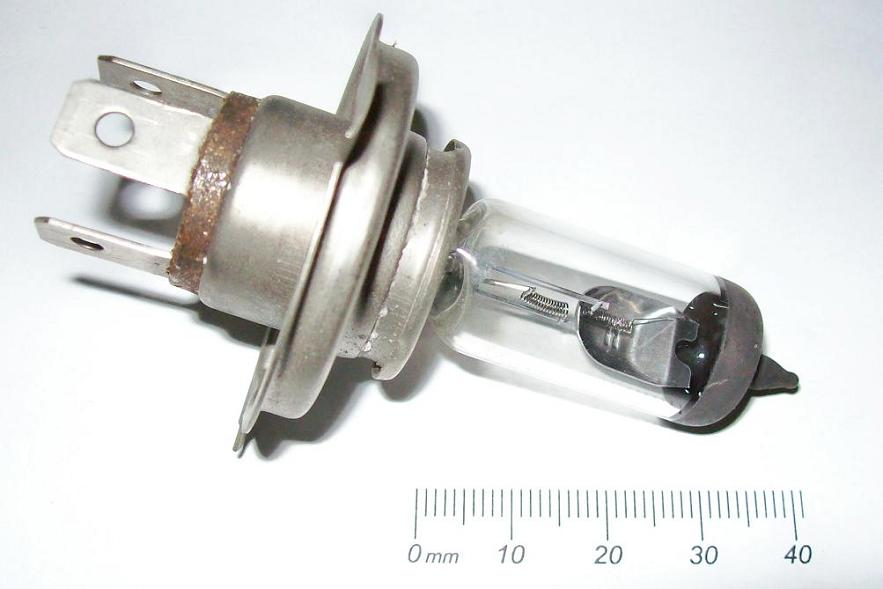
H4-Lampe mit Glühwendeln für Fernlicht und Abblendlicht (rechts vor der Blechblende)

Das Abblendlicht ist Bestandteil der an Fahrzeugen vorgeschriebenen Fahrzeugbeleuchtung. Im Gegensatz zum Standlicht und Tagfahrlicht dient es nicht nur der eigenen Sichtbarkeit, sondern auch der Ausleuchtung der Fahrbahn. Gegenüber dem Fernlicht muss es in Helligkeit und Geometrie so beschaffen sein, dass es den Gegenverkehr und andere Verkehrsteilnehmer nicht blendet.

## Aufbau und Funktion
Das Abblendlicht (früher auch Fahrlicht) dient zur Ausleuchtung der Fahrbahn vor dem Fahrzeug sowie dazu, selbst gesehen zu werden. Dafür enthalten die Scheinwerfer von Kraftfahrzeugen zusätzlich ein Standlicht, welches immer mitleuchtet und sicherstellt, dass das Fahrzeug bei Ausfall des Abblendlichtes vom Gegenverkehr noch als solches erkannt wird.
Im Gegensatz zum Fernlicht, dessen Ausleuchtung so weit wie möglich geht, endet die ausgeleuchtete Fläche beim Abblendlicht eher vor dem Fahrzeug, um andere Verkehrsteilnehmer nicht zu blenden. Vorschriftsmäßig muss die durch Kraftfahrzeuge ausgeleuchtete Fläche im 100-fachen Abstand der Anbauhöhe der Scheinwerfer vor dem Fahrzeug enden – der Lichtkegel muss ein einprozentiges Gefälle aufweisen. Bei einer Anbauhöhe von 65 cm reicht das Licht also 65 m weit. Zum Einstellen des Abblendlichts wird heute in der Regel ein Scheinwerfereinstellgerät verwendet.
Das Abblendlicht wird oft in einem gemeinsamen Scheinwerfer für Abblend- und Fernlicht erzeugt. Dafür werden Zweifaden-Glühlampen verwendet, deren Abblendglühwendel durch eine Blechblende teilweise abgeschirmt ist. Die Blechblende liegt im eingebauten Zustand unter der Wendel, so dass das nach oben strahlende Licht über den Scheinwerferreflektor als Lichtfächer nach unten auf die Fahrbahn gelenkt wird.

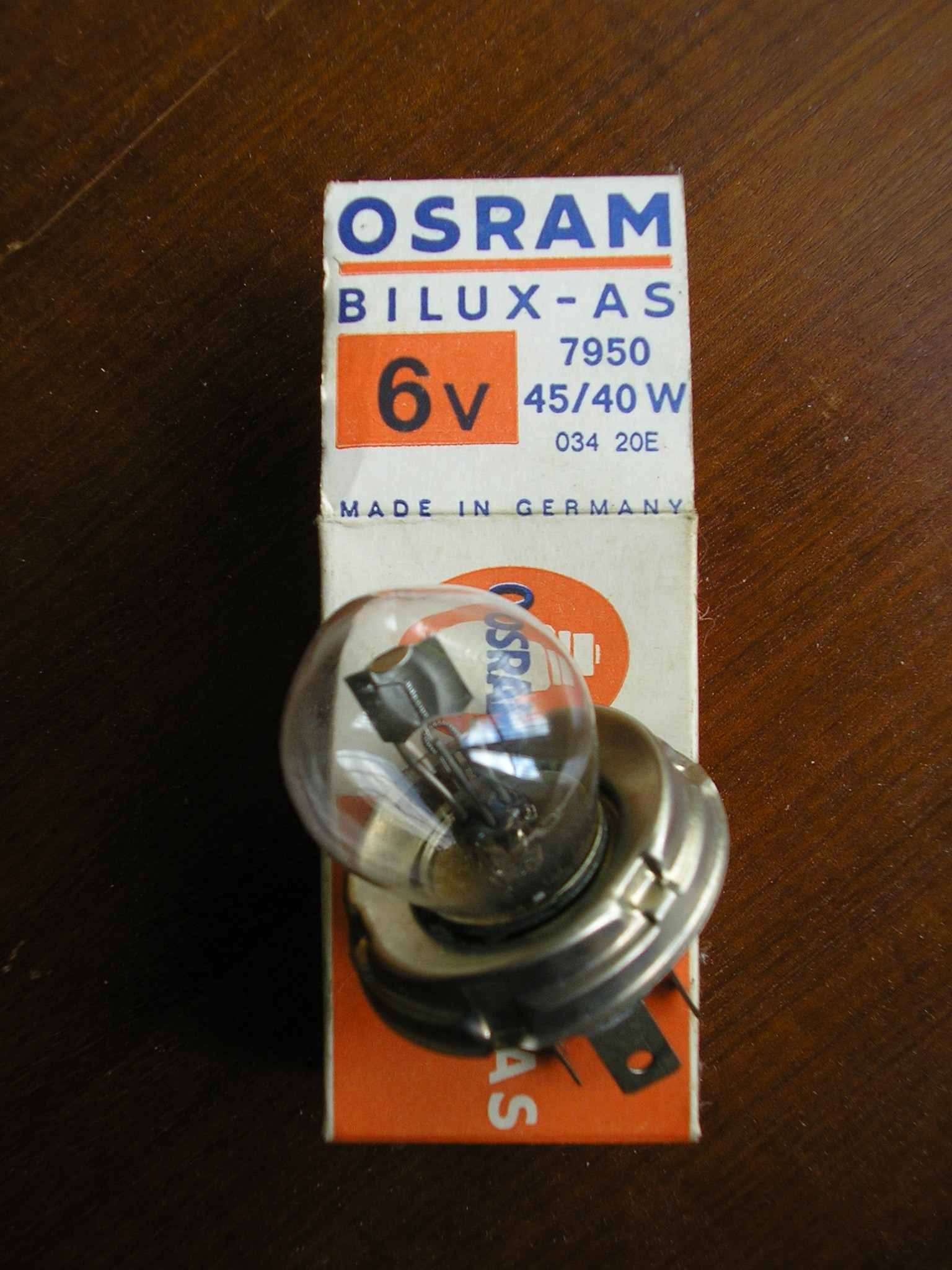
Zweifaden-Glühlampe für Fernlicht und asymmetrisches Abblendlicht („BILUX-AS“)

Das Abblendlicht leuchtet heute bei Kraftfahrzeugen die Fahrbahn in der Regel asymmetrisch aus – in Ländern mit Rechtsverkehr wird die rechte Seite stärker ausgeleuchtet, bei Linksverkehr die linke. Dadurch werden entgegenkommende Fahrzeuge weniger geblendet, aber gleichzeitig ist der rechte Straßenrand für den Fahrer klar erkennbar, um Fußgänger, Radfahrer oder auch Wild am Fahrbahnrand früher wahrzunehmen. Dieser Gedanke, entgegenkommende Fahrzeuge weniger zu blenden, versagt, wenn Radwege für die linksseitige Benutzung freigegeben sind. In Europa verbreitete sich das asymmetrische Abblendlicht für Pkw Ende der 1950er Jahre. Die MZ ES 125 war 1962 das weltweit erste Motorrad, das damit ausgerüstet war.
Die Asymmetrie kann durch zusätzliche (schräge) Muster in der Streuscheibe des Scheinwerfers und/oder durch eine entsprechende Form des Reflektors (bei modernen Scheinwerfern mit Freiformreflektoren) erzeugt werden. Bei Zweifaden-Glühlampen alter Technik (ohne Halogen) ist auch die Blechblende im Inneren der Lampe speziell geformt. Das asymmetrische Abblendlicht wurde in Deutschland 1957 eingeführt.
Bei Scheinwerfern mit Streuscheibe muss dieser Bereich mit einer passenden Folie abgedeckt werden, damit Fahrzeuge, deren Scheinwerfer für Rechtsverkehr ausgelegt sind, bei Fahrten in Ländern mit Linksverkehr (und umgekehrt) den Gegenverkehr nicht blenden. Bei einigen Fahrzeugen kann auch über eine Verstellvorrichtung am Lampeneinsatz eine Anpassung vorgenommen werden.
Fahrzeuge der Straßenreinigung sowie Straßenbahnen haben oft kein asymmetrisches Abblendlicht, da diese häufig entgegen der üblichen Verkehrsrichtung unterwegs sind und ein asymmetrisches Abblendlicht dann den entgegenkommenden Verkehr blenden würde.

## Juristische Definition im Straßenverkehr in Deutschland und EU
Die Blendung gilt als behoben, wenn die Beleuchtungsstärke in einer Entfernung von 25 m vor jedem einzelnen Scheinwerfer auf einer Ebene senkrecht zur Fahrbahn in Höhe der Scheinwerfermitte und darüber nicht mehr als 1 lx beträgt. Liegt der höchste Punkt der leuchtenden Fläche der Scheinwerfer (Absatz 3, Satz 2) mehr als 1200 mm über der Fahrbahn, so darf die Beleuchtungsstärke unter den gleichen Bedingungen oberhalb einer Höhe von 1000 mm 1 lx nicht übersteigen. Bei Scheinwerfern, deren Anbringungshöhe 1400 mm übersteigt, darf die Hell-Dunkel-Grenze 15 m vor dem Scheinwerfer nur halb so hoch liegen wie die Scheinwerfermitte. Bei Scheinwerfern für asymmetrisches Abblendlicht darf die 1-Lux-Grenze von dem der Scheinwerfermitte entsprechenden Punkt unter einem Winkel von 15 Grad nach rechts ansteigen, sofern nicht in internationalen Vereinbarungen oder Rechtsakten nach § 21a etwas anderes bestimmt ist. Die Scheinwerfer müssen die Fahrbahn so beleuchten, dass die Beleuchtungsstärke in einer Entfernung von 25 m vor den Scheinwerfern senkrecht zum auffallenden Licht in 150 mm Höhe über der Fahrbahn mindestens die in Absatz 5 angegebenen Werte erreicht. Paarweise verwendete Scheinwerfer für Fern- und Abblendlicht müssen so eingerichtet sein, dass sie nur gleichzeitig und gleichmäßig abgeblendet werden können.
Da sich die Neigung der Fahrzeuge mit der Beladung verändert, muss eine Leuchtweitenregulierung vorhanden sein. Diese kann manuell im Fahrzeug erfolgen. Bei besonders hellen Scheinwerfern, speziell mit Xenonlicht, ist eine automatische Leuchtweitenregulierung vorgeschrieben.